# Dirk de Graeff van Polsbroek
Pour les articles homonymes, voir Graeff et Polsbroek.
Dirk, jonkheer de Graeff van Polsbroek, est un homme politique et diplomate néerlandais, né le 28 août 1833 à Amsterdam et décédé le 27 juin 1916 à La Haye. Issu de la famille noble des De Graeff, il joue un rôle important dans les négociations entre le Japon et plusieurs pays occidentaux,,

## Biographie

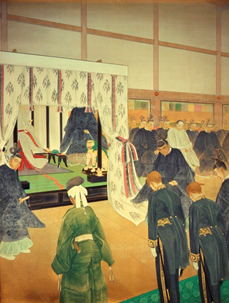
Réception de Dirk de Graeff van Polsbroek et Léon Roches par l'empereur Meiji

De Graeff est le fils du Gerrit de Graeff IV van Zuid-Polsbroek (1797-1870), seigneur de libre de Zuid-Polsbroek, Purmerland et Ilpendam, et membre de la Nederlands Hervormde kerk (« Église Réformée néerlandaise »). Il passe du libéralisme modéré au conservatisme. De 1863 à 1870 de Graeff est aussi diplomate (consul), général-consul ministre-résident et ministre plénipotentiaire) à Batavia. Le 7 juillet 1863, De Graeff van Polsbroek est nommé consul général des Pays-Bas à Edo, au Japon. Quand le consul général De Graeff van Polsbroek avec le ministre Léon Roches, le premier représentant européen, le 23 mars 1868 à une audience d'un an, est devenu l'empereur Meiji,, et posé la première pierre pour une mission diplomatique néerlandaise moderne au Japon,. 
L'empereur demande souvent à De Graeff van Polsbroek d'agir comme médiateur entre le gouvernement japonais et les forces étrangères qui, par le biais de traités, souhaitent obtenir l'accès au pays jusqu'ici très fermé. En partie grâce à l'introduction des technologies occidentales, y compris celles des Pays-Bas, le Japon plus tard au cours du XIXe siècle connaît un rapide développement comme superpuissance en Asie.
De 1869 à 1878 Dirk de Graeff van Polsbroek est ambassadeur et agent au royaume de Prusse, au Danemark, Suède et Norvège. il est anobli en 1885.
Dirk de Graeff van Polsbroek épouse le 4 mai 1870 Bonne Elisabeth Royer (petite-fille de Adriana Petronella comtesse du Sainte-Empire de Nassau-LaLecq dont il a :	
- Jkv. Anna Carolina de Graeff (1871-1966)
- M.. Dr. Jhr. Andries Cornelis Dirk de Graeff (1872-1958), gouverneur général des Indes néerlandaises et ministre des Affaires étrangères des Pays-Bas
- Ir. Jhr. Géorg de Graeff (1873-1954)
- Jhr. Jacob de Graeff (1875-1963)
- M.. Jhr. Cornelis de Graeff (1881-1956)